# Euplexia albiclausa
Euplexia albiclausa là một loài bướm đêm trong họ Noctuidae.